# A Place to Call Home
A Place to Call Home es un drama australiano transmitido del 28 de abril de 2013 al 13 de julio del 2014 por medio de la cadena Seven Network y por la cadena SoHo a partir del 2015 hasta ahora.
Es un drama de la posguerra que sigue la vida de una mujer que regresa a Australia después de lo sucedido.
La serie ha contado con la participación de actores como Kris McQuade, Judi Farr, Martin Sacks, Andrew McFarlane, Benjamin Winspear, Tom O'Sullivan, entre otros...
El 6 de diciembre del 2017 se anunció que la serie había sido renovada para una sexta temporada, la cual fue estrenada en el 2018.

## Historia
La serie se ubica después de la Segunda Guerra Mundial, centrándose en Elizabeth Bligh, la matriarca de la familia Bligh, cuyo hijo George controla los intereses de la empresa familiar. Después de perder a su esposa Elaine, George cree que nunca va a sentirse atraído por otra persona hasta que conoce a Sarah Adams, una mujer con un pasado misterioso que entra en su vida para el enojo de Elizabeth.
George es padre de Jamie, un joven que tuvo que casarse con Olivia sin amarla por decreto de su abuela, y Anna, una joven que tiene que esconder su amor por Gino, un joven que trabaja en las tierras de su familia y a quien conoce desde pequeño. A ellos se les unen Roy Briggs, un hombre que pierde su encanto luego de la muerte de su esposa e hijos, Jack Duncan, un médico y el protegido de Elizabeth y Harry Polson un amigo de Jamie y con quien tiene una relación.
Durante la segunda temporada Sarah decide terminar su compromiso con George cuando Regina le revela que su esposo Rene está vivo, Anna se compromete con Gino y descubre que sus verdaderos padres son Carolyn y Jack. Mientras tanto Olivia descubre que su bebé no nacido ha muerto y cuando le cuenta a Andrew Swanson, éste logra que una mujer que está embarazada le dé su bebé a Olivia, la cual dice a Jamie que es suyo y lo nombran George Bligh-Brackley.

## Personajes

### Personajes principales
| Actor                    | Personaje           | Trabajo   | Episodios | Temporada       |
| ------------------------ | ------------------- | --------- | --------- | --------------- |
| Noni Hazlehurst          | Elizabeth Bligh     | -         | 57        | 2013 - presente |
| Brett Climo              | George Bligh        | -         | 57        | 2013 - presente |
| Marta Dusseldorp         | Sarah Adams         | Enfermera | 57        | 2013 - presente |
| Craig Hall               | Jack Duncan         | Doctor    | 57        | 2013 - presente |
| Abby Earl                | Anna Bligh-Poletti  | -         | 57        | 2013 - presente |
| Frankie J. Holden        | Roy Briggs          | -         | 57        | 2013 - presente |
| Arianwen Parkes-Lockwood | Olivia Brackley     | -         | 51        | 2013 - presente |
| Sara Wiseman             | Carolyn Bligh       | -         | 49        | 2013 - presente |
| Deborah Kennedy          | Doris Collins       | -         | 49        | 2013 - presente |
| David Berry              | James "Jamie" Bligh | -         | 47        | 2013 - presente |
| Tim Draxl                | Dr. Henry Fox       | Doctor    | 30        | 2015 - presente |

### Personajes recurrentes
| Actor            | Personaje          | Trabajo | Episodios | Temporada             |
| ---------------- | ------------------ | ------- | --------- | --------------------- |
| Mark Lee         | Sir Richard Bennet | -       | 28        | 2015 - presente       |
| Heather Mitchell | Prudence Swanson   | -       | 14        | 2013, 2014 - presente |
| Elliot Domoney   | David Bligh        | -       | 11        | 2017 - presente       |
| Conrad Coleby    | Matthew Goddard    | -       | 5         | 2017 - presente       |

### Antiguos personajes principales
| Actor             | Personaje             | Trabajo   | Episodios | Temporada         |
| ----------------- | --------------------- | --------- | --------- | ----------------- |
| Jenni Baird       | Regina Standish       | -         | 46        | 2013 - 2017       |
| Aldo Mignone      | Angelo "Gino" Poletti | -         | 45        | 2013 - 2016       |
| Robert Coleby     | Douglas Goddard       | -         | 22        | 2015 - 2017       |
| Brenna Harding    | Rose O'Connell        | Enfermera | 22        | 2015 - 2016       |
| Dominic Allburn   | Harry Polson          | -         | 16        | 2013 - 2014, 2016 |
| Matt Levett       | Andrew Swanson        | -         | 12        | 2013 - 2014       |
| Benjamin Winspear | René Nordmann         | Doctor    | 11        | 2013, 2014 - 2015 |

### Antiguos personajes recurrentes
| Actor                   | Personaje             | Trabajo    | Episodios | Duración    | Estado | Notas     |
| ----------------------- | --------------------- | ---------- | --------- | ----------- | ------ | --------- |
| Scott Girmley           | Norman Parker         | Chofer     | 18        | 2013 - 2015 | -      | -         |
| Clodagh Crowe           | Dawn Briggs           | -          | 14        | 2016 - 2017 | -      | -         |
| Jacinta Acevski         | Alma Grey             | -          | 12        | 2013 - 2014 | -      | -         |
| Aaron Pedersen          | Frank Gibbs           | -          | 11        | 2017        | -      | -         |
| Madeleine Clunies-Ross  | Leah Gold             | -          | 11        | 2017        | -      | -         |
| Dina Panozzo            | Carla Poletti         | -          | 11        | 2013 - 2014 | -      | -         |
| Angelo D'Angelo         | Amo Poletti           | -          | 10        | 2013 - 2014 | -      | -         |
| Rohan Nichol            | Brian Taylor          | Sargento   | 10        | 2016        | -      | -         |
| George Pullar           | Larry Grey            | -          | 10        | 2017        | -      | -         |
| Lauren Richardson       | Lynette               | -          | 10        | 2016 - 2017 | -      | -         |
| Michael Sheasby         | Bert Ford             | -          | 7         | 2013, 2014  | Muerto | asesinado |
| Judi Farr               | Peg Maloney           | -          | 7         | 2013 - 2015 | -      | -         |
| Amy Mathews Krew Boylan | Amy Polson            | Mucama     | 7 6       | 2014 2013   | -      | -         |
| Rick Donald             | Lloyd Ellis-Parker    | Retratista | 6         | 2015 - 2016 | -      | -         |
| Siena Elchaar           | Gilda Poletti         | -          | 6         | 2013 - 2014 | -      | -         |
| Jason Montgomery        | Adam Farrell          | Conductor  | 4         | 2014        | -      | -         |
| Cindel Harlan           | George Bligh-Brackley | -          | 2         | 2014        | -      | -         |

## Episodios
Lista de episodios de A Place to Call Home
La primera temporada estuvo conformada por 13 episodios, mientras que la segunda temporada estuvo conformada por 10 episodios.

## Premios y nominaciones
| Año  | Categoría                            | Premio               | Nominado (a)         | Resultado |
| ---- | ------------------------------------ | -------------------- | -------------------- | --------- |
| 2016 | Best Cinematography In Television    | AACTA Award          | Henry Pierce         | Nominado  |
| 2016 | Best Production Design In Television | AACTA Award          | Fiona Donovan        | Nominada  |
| 2016 | Best Costume Design In Television    | AACTA Award          | Lisa Meagher         | Nominada  |
| 2016 | Best Hair And Makeup                 | AACTA Award          | Wizzy Molineaux      | Nominada  |
| 2016 | Best Actress                         | Silver Logie Award   | Marta Dusseldorp     | Nominada  |
| 2016 | Most Outstanding Supporting Actor    | Silver Logie Award   | David Berry          | Nominado  |
| 2016 | Most Outstanding Supporting Actress  | Silver Logie Award   | Jenni Baird          | Nominada  |
| 2016 | Most Outstanding Drama Series        | Silver Logie Award   | A Place to Call Home | Nominado  |
| 2016 | Best Drama Program                   | Logie Award          | A Place to Call Home | Nominado  |
| 2014 | Most Popular Actress                 | Silver Logie Award   | Marta Dusseldorp     | Nominada  |
| 2014 | Most Popular New Talent              | Silver Logie Award   | Abby Earl            | Nominada  |
| 2014 | Most Outstanding Drama Series        | Silver Logie Award   | A Place to Call Home | Nominado  |
| 2014 | Telefeatures, TV Drama & Mini Series | Award of Distinction | John Stokes          | Ganó      |

## Producción
La serie fue creada por Bevan Lee y producida por Julie McGauran, Chris Martin-Jones y John Holmes. La producción de la serie se anunció en el 2012.
En julio del 2013 se anunció que la serie sería renovada para una segunda temporada la cual se estrenó el 11 de mayo de 2014. Más tarde la revista TV WEEK confirmó que use había también se había ordenado una tercera temporada, sin embargo un mes más tarde informaron que la cadena había decidido no renovar la serie y le habían dicho al elenco y equipo de producción que no serían llamados para una tercera temporada.
En octubre del 2014 se anunció que la serie había sido renovada para dos temporadas más, pero que ahora Foxtel estaría encargada de transmitirla por medio de la cadena SoHo, el 27 de septiembre de 2015 se estrenará la tercera temporada. La cuarta temporada fue estrenada el 11 de septiembre de 2016.